# Новодмитровка (Одесская область)
Новодмитровка (укр. Новодмитрівка) — село, относится к Раздельнянскому району Одесской области Украины.
Население по переписи 2001 года составляло 182 человека. Почтовый индекс — 67486. Телефонный код — 4853. Занимает площадь 1,03 км². Код КОАТУУ — 5123980509.

## Местный совет
67461, Одесская обл., Раздельнянский р-н, с. Буциновка